# Немертине
Немертине су тип животиња, међу бескичмењацима, који се заједно са платихелминтес сврставају у групу пљоснатих црва (Platodes). Сматрају се најпрогресивнијим животињама из групе платодес. Имају општи план грађе сличан осталим пљоснатим црвима, са тим што је код немертина дошло до усложњавања грађе и развоја сложенијих система органа. 
Тако се код њих први пут у животињском свету јавља задње црево са аналним отвором, односно комплетан систем за варење и први пут се јавља крвни систем. 
Посебна одлика овог типа животиња је што имају нарочит орган – пробосцис, који служи за хватање плена и одбрану. Пробосцис је смештен у цевастој шупљини – ринхоцелу, која се налази изнад усног отвора и црева. Кроз пробосцисну пору, која је изнад усног отвора, он се избацује у спољашњу средину. 
Крвни систем је затвореног типа, што значи да крв циркулише само кроз крвне судове. Најједноставнији се састоји од два бочна суда, који су повезани на предњем и задњем делу тела. Кретање крви врши се покретањем делова тела и контракцијама мишића уз крвне судове, тако да нема правилности у том кретању. Неке врсте немертина имају у крви хемоглобин.